# Academia Nacional de los Linces
La Academia Nacional de los Linces (Accademia Nazionale dei Lincei, conocida también como la Academia Linceana) es una academia de ciencias italiana, con sede en el Palacio Corsini de la Via della Lungara en Roma.
Fundada en 1603 por Federico Cesi y bajo el patrocinio del papa Clemente VIII,fue la primera academia de ciencias en Italia que perduró y escenario de la incipiente revolución científica. La academia fue bautizada por el lince, un animal cuya aguda visión simboliza la destreza en la observación requerida por la ciencia. En 1871, la academia se convirtió en la academia científica oficial del país.
La Academia Pontificia de las Ciencias también reclama una herencia que desciende de las dos primeras encarnaciones de la Academia, a través de la Accademia Pontificia dei Nuovi Lincei («Academia Pontificia de los Nuevos Linces») fundada en 1847.

## LaAccademia
La primera Accademia dei Lincei fue fundada en 1603 por Federico Cesi (1585-1630), un aristócrata de Umbría, hijo del duque de Acquasparta y miembro de una importante familia de Roma, quien estaba apasionadamente interesado en la historia natural, sobre todo en botánica. Este distinguido erudito y mecenas de las letras reunió en su palacio, en el que tenía una magnífica biblioteca, un jardín botánico y un museo de antigüedades, a una serie de personas estudiosas con las que fundó la Accademia el 17 de agosto de 1603. La academia reemplazó a la primera comunidad científica, la Academia Secretorum Naturae de Giambattista della Porta en Nápoles, que la Inquisición había cerrado. Cesi comenzó la Accademia dei Lincei con tres amigos suyos, el físico neerlandés Johannes Van Heeck, italianizado como «Giovanni Ecchio», y dos compañeros umbros, el matemático Francesco Stelluti y el polímata Anastasio de Filiis. Stelluti, procurador general de la Academia en 1612, escribió un tratado sobre Legno Fossile Minerale (Roma, 1635) y también varias obras literarias. Otro de los colegas de Cesi en la fundación de la Academia fue Fabio Colonna, autor de Fitobasano (una historia de plantas raras) y de otras obras científicas. Cesi y sus amigos pretendían comprender todas las ciencias naturales, un énfasis que diferenciaba a los Lincei de la mayoría de academias italianas de los siglos XVI y XVII, la mayor parte de las cuales eran literarias y anticuarias. El experimento libre era el plan de Cesi, respetuoso con la tradición, pero no limitado por la obediencia ciega a la autoridad, incluso la de Aristóteles o la de Ptolomeo, cuyas teorías la nueva ciencia cuestionaba.
Los cuatro hombres eligieron el nombre «Lincei» (lince) del libro Magia Naturalis de Giambattista della Porta, que tenía una ilustración del legendario felino en la cubierta con las palabras «...con ojos de lince, examinando aquellas cosas que se manifiestan por sí mismas, de manera que habiéndolas observado, puede fervorosamente usarlas». Los símbolos de la Accademia dei Lincei eran tanto un lince como un águila, porque ambas especies eran famosas por su aguda vista. El lema de la academia, elegido por Cesi, era: «cuida de las pequeñas cosas si quieres obtener los mayores resultados» (minima cura si maxima vis). Cuando Cesi visitó Nápoles, conoció al polímata della Porta. Della Porta animó a Cesi a seguir con sus empeños. Giambattista della Porta se unió a la academia de Cesi en 1610.
Galileo fue admitido en la academia exclusiva el 25 de diciembre de 1611 y se convirtió en su centro intelectual. Ser miembro de la academia representaba un honor para él, pues después de ser aceptado como miembro, firmaba él mismo Galileo Galilei Linceo. La academia publicó sus obras y lo apoyó durante sus disputas con la Iglesia católica. Entre las primeras publicaciones de la academia en el campo de la astronomía, la física y la botánica estuvieron el estudio de las manchas solares y el famoso Saggiatore de Galileo. La biblioteca de Cesi, a la que se añadió la de Virginio Cesarini, se convirtió en una poderosa ayuda para las tareas científicas. Varios académicos, durante la vida y bajo el mecenazgo de Cesi, prepararon para la publicación la gran obra inédita de Francisco Hernández sobre la historia natural de México (Roma, 1651). Este Tesoro Messicano («Tesoro Mexicano») que describía la flora, fauna y drogas del Nuevo Mundo, tardó décadas en elaborarse, hasta 1651. Con esta publicación, concluyó la primera y más famosa fase de los Lincei. La propia e intensa actividad de Cesi se vio interrumpida por su repentina muerte en 1630, a la edad de escasamente 45 años. Contribuyeron también al lanzamiento de la obra botánica póstuma Tavole Filosofiche.
Otros miembros de la academia fueron Luca Valerio, el botánico y doctor papal Johann Faber de Bamberg y Marcus Velser de Augsburgo.
No fue hasta el año 1657 cuando surgió su rival toscano, la Accademia del Cimento.
Los linceanos produjeron una importante colección de micrográficos, o dibujos elaborados con la ayuda del recientemente inventado microscopio. Después de la muerte de Cesi, la Accademia dei Lincei cerró y los dibujos fueron reunidos por Cassiano dal Pozzo, un anticuario romano, cuyos herederos los vendieron, y en 1763 la mayor parte de ellos pasaron a Jorge III del Reino Unido. Los dibujos fueron descubiertos en el castillo de Windsor en 1986 por el historiador del arte David Freedberg. Están siendo publicados como parte de The Paper Museum of Cassiano dal Pozzo («El museo de papel de Cassiano dal Pozo»).

## Refundación de laAccademia
En el siglo XVIII el abad Scarpellini intentó revivir una academia de los «Nuevos Lincei», pero la Accademia solo llegó a un verdadero renacimiento en 1847, cuando el papa Pío IX la refundó como la Pontificia accademia dei Nuovi Lincei, la «Academia Pontificia de los Nuevos Lincei». Era el principio de su pontificado, y Pío IX buscaba proporcionar un centro académico para los estudios físico-matemáticos. Fundó esta academia pontificia el 3 de julio de 1847, inaugurándola personalmente en el noviembre siguiente, y dotándola de unos ingresos anuales del tesoro pontificio. Sus miembros se dividían en cuatro clases: honorarios, ordinarios, correspondientes y asociados; los últimos eran hombres jóvenes que, al acabar sus estudios, mostraban una especial aptitud para las ciencias físico-matemáticas. La Academia era dirigida por un presidente, un secretario, un secretario adjunto, un bibliotecario-archivero y un astrónomo. Su sede estaba en el Campidoglio. Sus «Procedimientos» de 1847 a 1870 llenan 23 volúmenes.

## LaReale Accademia dei Lincei
En 1870 varios miembros abandonaron la Academia Pontificia, que insistía en conservar su carácter papal. Deseosos al mismo tiempo de una conexión tradicional con el pasado, recuperaron el nombre original, y así surgió la Regia Accademia dei Lincei. En 1874, después de la unificación de Italia, el piamontés Quintino Sella la transformó en la Accademia Nazionale Reale dei Lincei, la «Real Academia Nacional de los Lincei». Esta encarnación amplió sus objetivos para incluir ciencias humanísticas y morales: historia, filología, arqueología, filosofía, economía y Derecho. Hubo dos clases de soci o socios. La Accademia recuperó el gran prestigio ligado con la Academia Linceana original. Los modernos Lincei han constituido un panteón de intelectuales europeos: de Augusto Righi y Antonio Pacinotti a Fermi y Hahn, desde Pasteur a Röntgen y Einstein, desde Mommsen a Wilamowitz, Domenico Comparetti y Benedetto Croce.
Publicaba anualmente sus «Procedimientos», y pasó a tener la sede en el Palacio Corsini, cuya biblioteca, a disposición de la Academia, es muy rica en manuscritos, obras impresas y periódicos.

## LaAccademia d'Italia
En el período fascista, fue incorporada a la nueva Accademia d'Italia, la Academia Italiana. En esta época fue miembro, entre otros, Giovanni Gentile, uno de los pensadores más influyentes del fascismo italiano. Después de la caída del régimen fascista, cuando se suprimió la Accademia d'Italia, a petición de Benedetto Croce la Academia Linceana recuperó su independencia.

## LaAccademia Nazionale dei Lincei
En 1986, la Academia recibió un estatuto que dice que estará compuesta por 540 miembros, de los que 180 son ordinarios miembros italianos, 180 son extranjeros y 180 son miembros corresponsales italianos. Los miembros se dividen en dos clases: una para las matemáticas, la física y las ciencias naturales; la otra para las ciencias morales, históricas y filológicas.
En 2001, las ciencias naturales volvieron a dividirse en cinco categorías: matemáticas, mecánica y aplicaciones; astronomía, geodesia, geofísica y aplicaciones; física, química y aplicaciones; geología, paleontología, mineralogía y aplicaciones; y ciencias biológicas y aplicaciones. Al mismo tiempo, las ciencias morales se dividieron en siete categorías: filología y lingüística; arqueología; crítica de arte y de poesía; historia, geografía histórica y antropología; ciencia filosófica; ciencias jurídicas; ciencias políticas y sociales.